# Sturnira tildae
Sturnira tildae (de la Torre, 1959) è un pipistrello della famiglia dei Fillostomidi diffuso in America meridionale.

## Descrizione

### Dimensioni
Pipistrello di medie dimensioni, con la lunghezza della testa e del corpo tra 66 e 72 mm, la lunghezza dell'avambraccio tra 45 e 50 mm, la lunghezza del piede tra 15 e 17 mm, la lunghezza delle orecchie tra 19 e 21 mm e un peso fino a 30 g.

### Aspetto
La pelliccia è lunga, setosa e con i singoli peli tricolori. Le parti dorsali sono bruno castane con la base dei peli bianca, mentre le parti ventrali sono bruno-olivastre chiare. Sono presenti dei ciuffi di lunghi peli fulvi intorno a delle ghiandole situate su ogni spalla. Il muso è corto e largo. La foglia nasale è ben sviluppata e lanceolata, con la porzione anteriore saldata al labbro superiore. Le orecchie sono corte, triangolari, con l'estremità arrotondata ed ampiamente separate. Il trago è corto ed affusolato. Le ali sono attaccate posteriormente sulle caviglie. È privo di coda, mentre l'uropatagio è ridotto ad una frangia di peli lungo la parte interna degli arti inferiori. Il calcar è rudimentale. Il cariotipo è 2n=30 FNa=56.

## Biologia

### Alimentazione
Si nutre di frutta.

### Riproduzione
Danno alla luce un piccolo alla volta l'anno. Femmine gravide sono state catturate nei mesi di marzo, luglio e agosto.

## Distribuzione e habitat
Questa specie è diffusa in Colombia sud-orientale, Venezuela, Guyana, Suriname, Guyana francese, Ecuador orientale, Perù, Bolivia settentrionale e centrale, Brasile e sull'isola di Trinidad.
Vive nelle foreste primarie umide.

## Conservazione
La IUCN Red List, considerato il vasto areale e la presenza in diverse aree protette, classifica S.tildae come specie a rischio minimo (Least Concern)).